# Hermanus

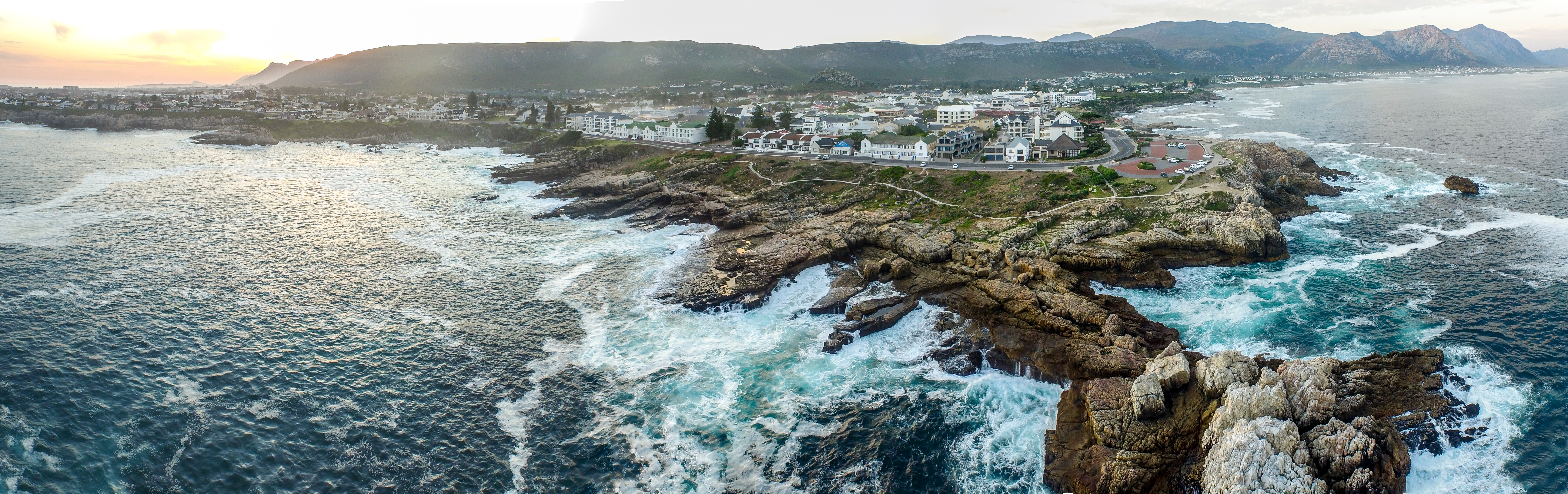
Ảnh chụp từ trên không của đường bờ biển Hermanus.

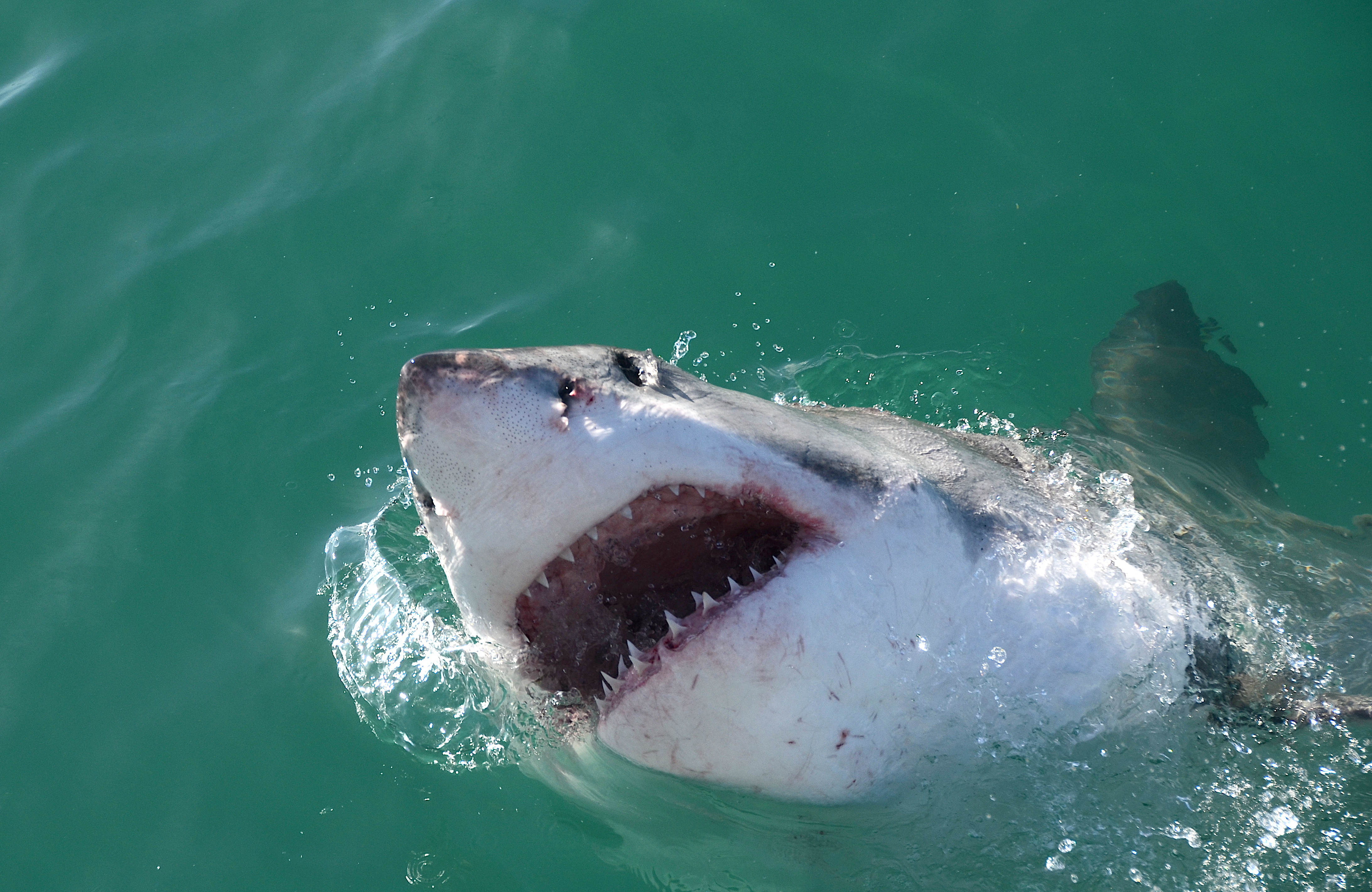
Cá mập trắng lớn gần Đảo Dyer

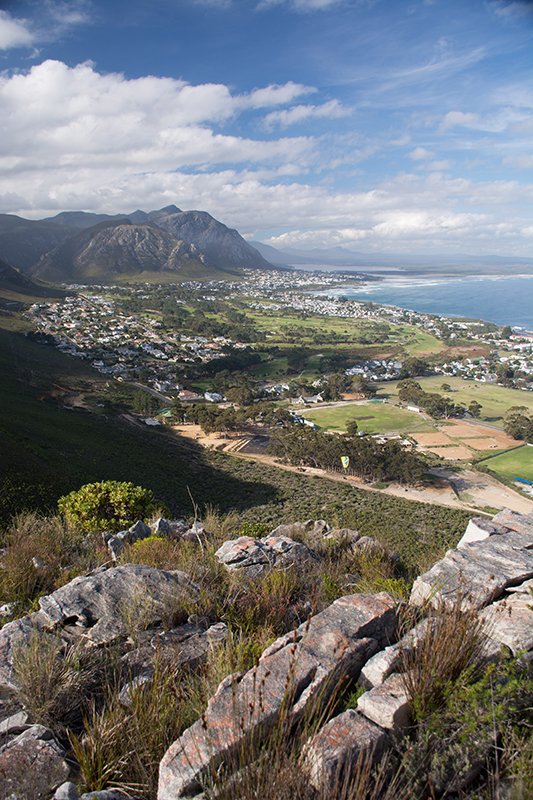
Quang cảnh Hermanus từ Rotary Way.

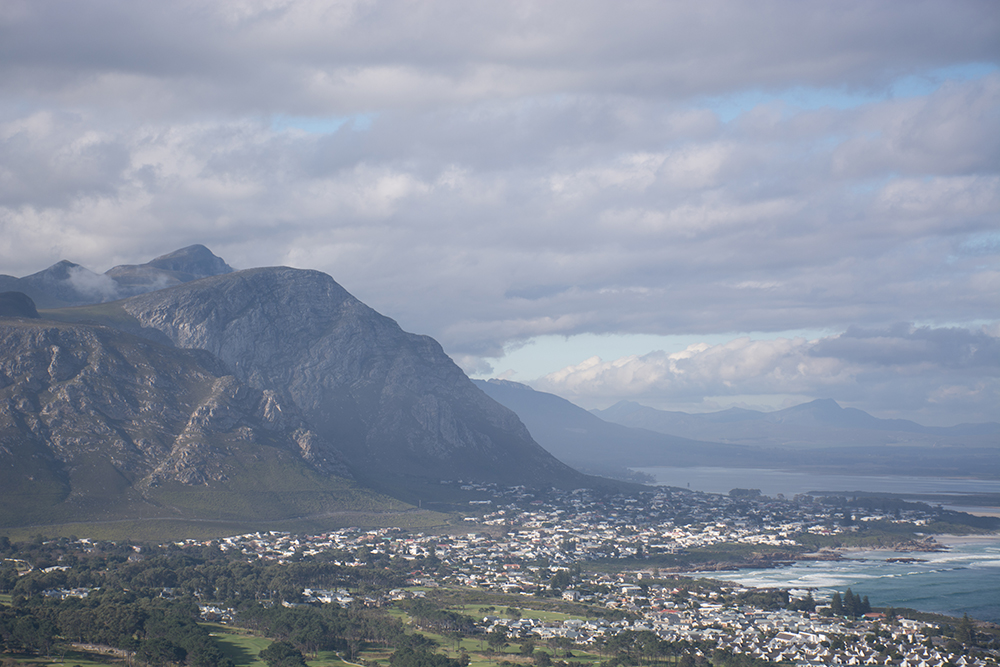
Quang cảnh Hermanus và Bãi biển Grotto từ Rotary Way.

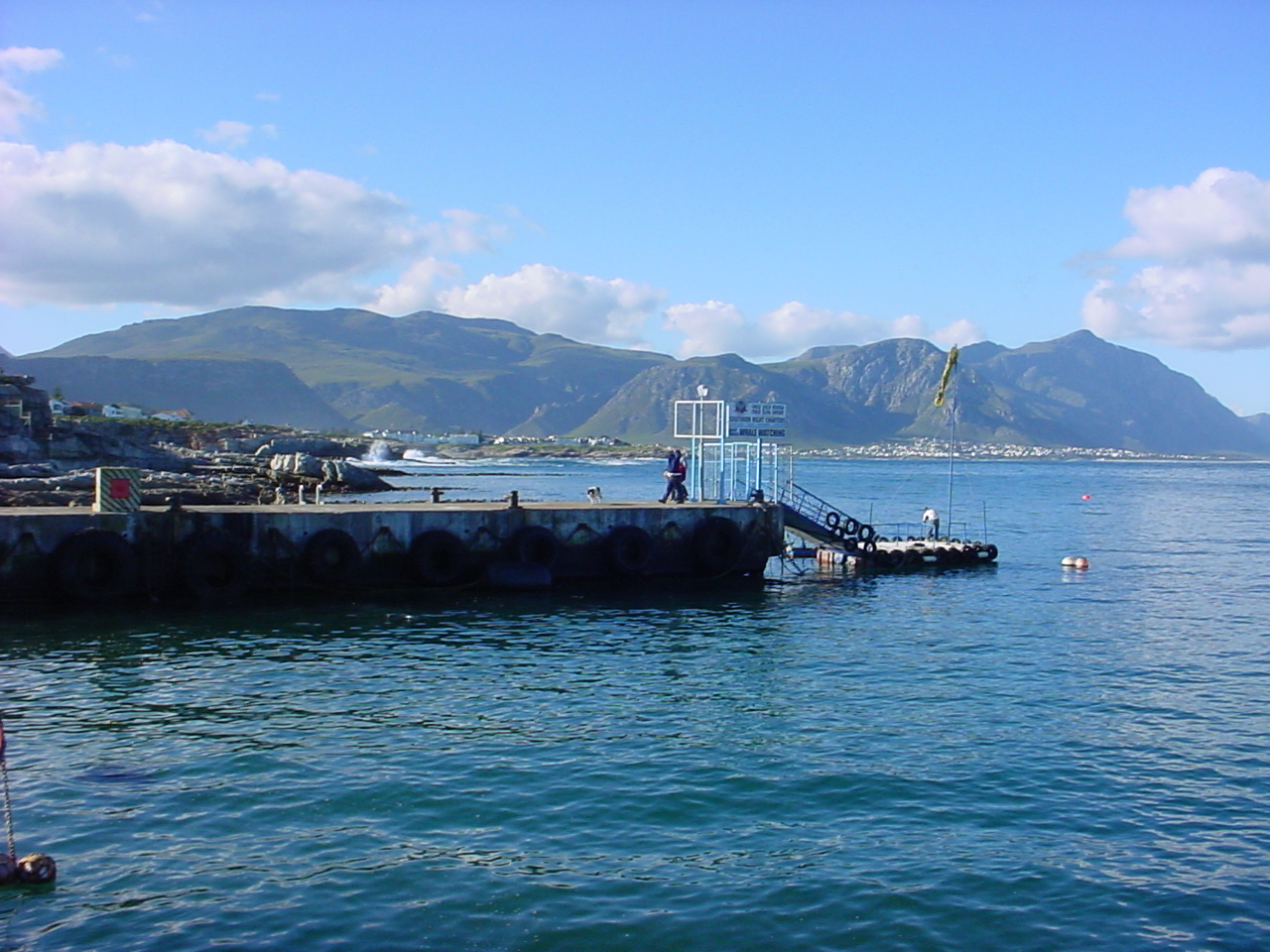
Bến cảng mới của Hermanus

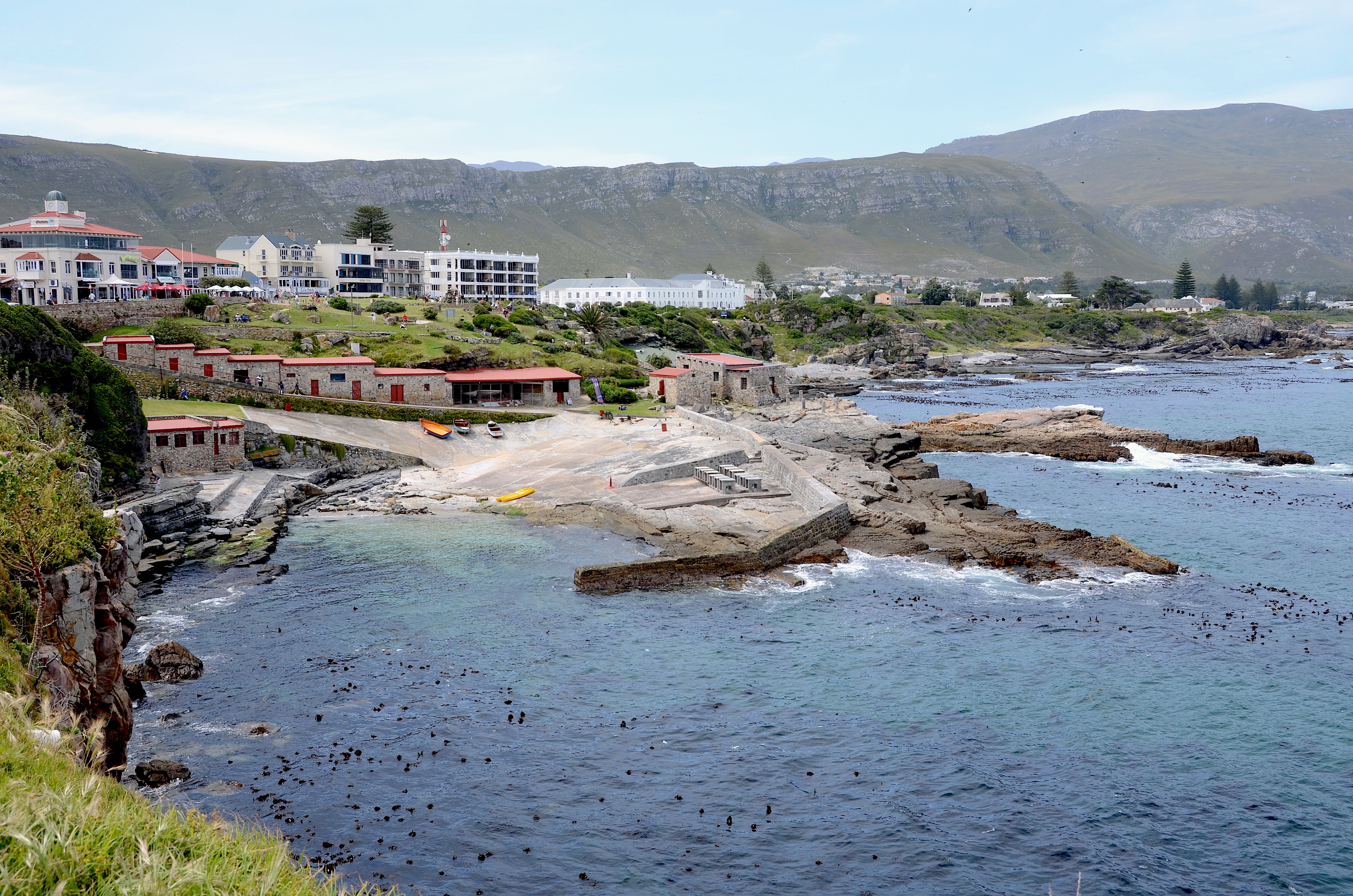
Bến cảng cũ Hermanus

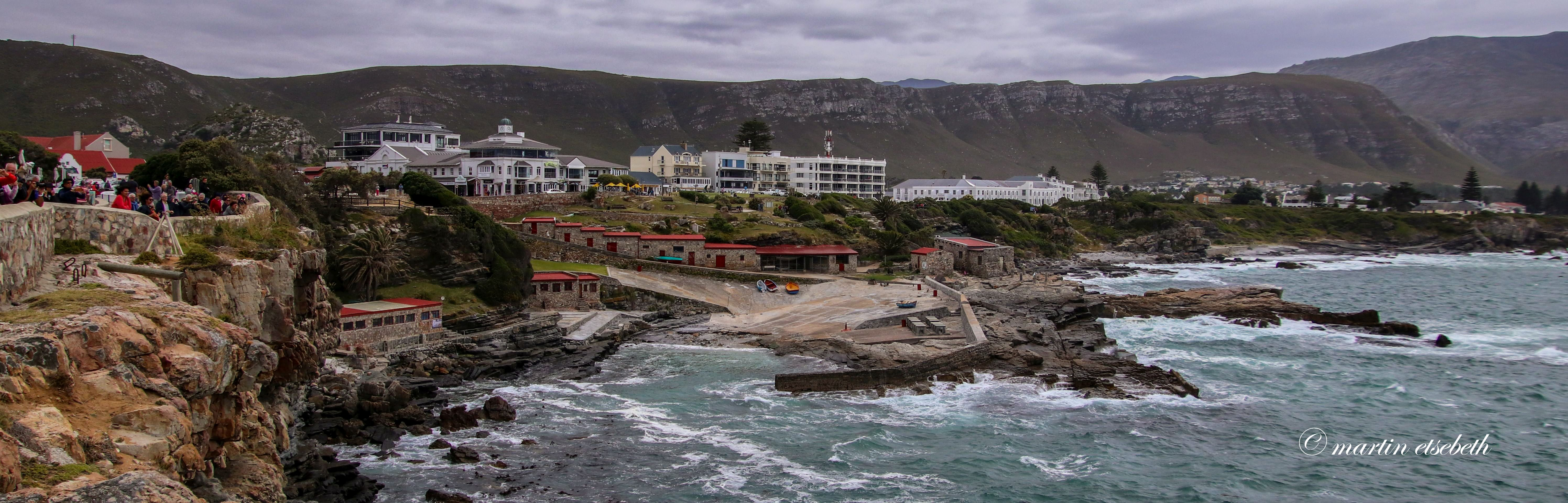

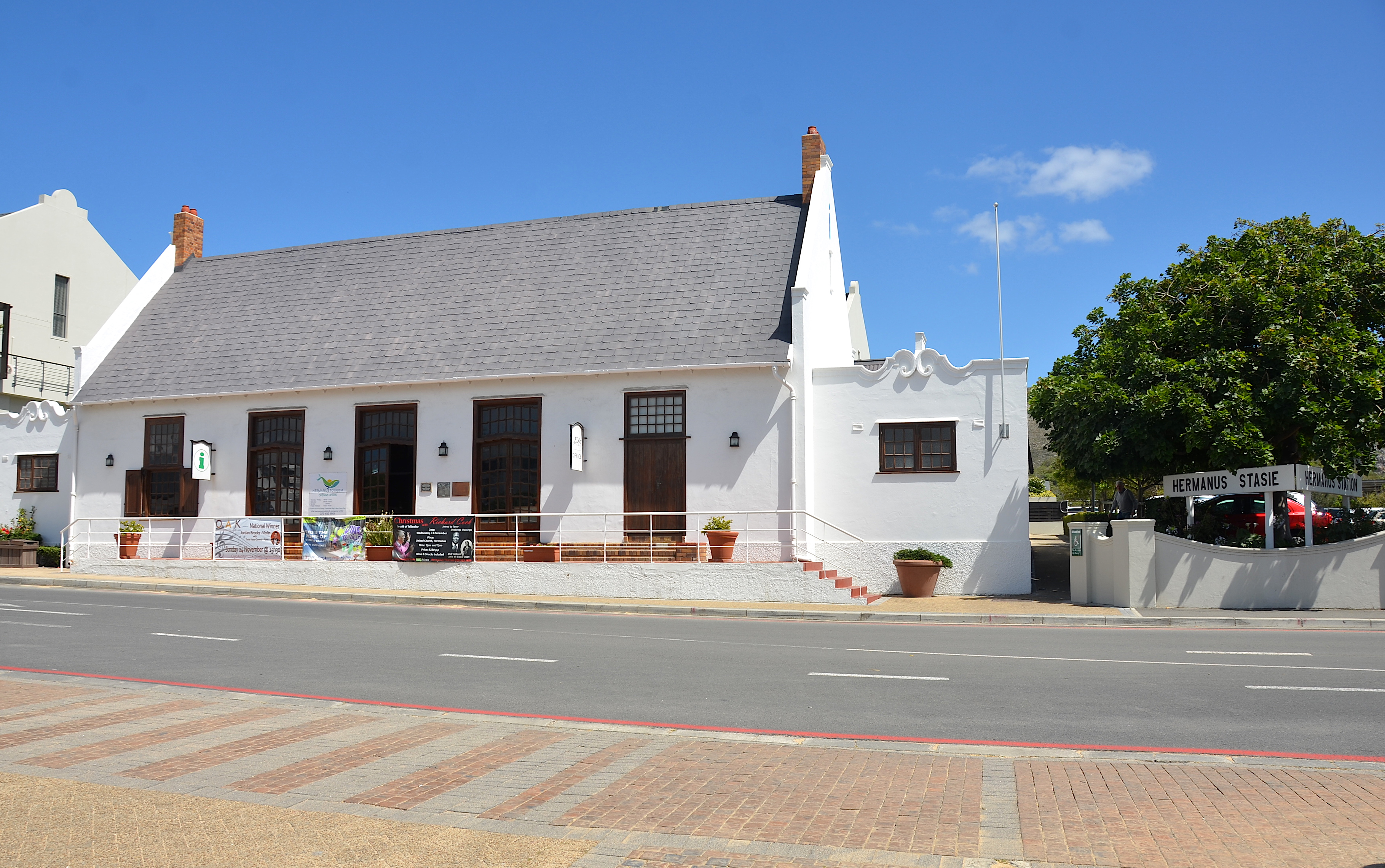
Tòa nhà ga đường sắt lịch sử

Hermanus (ban đầu được gọi là Hermanuspietersfontein, nhưng được rút ngắn vào năm 1902 vì tên quá dài đối với dịch vụ bưu chính), là một thị trấn ven bờ biển phía nam thuộc tỉnh Tây Cape của Nam Phi. Nơi đây nổi tiếng với hoạt động ngắm cá voi trơn phương nam trong suốt mùa đông đến mùa xuân ở miền nam và là một địa điểm nghỉ dưỡng nổi tiếng. Mặc dù cá voi trơn phương nam là loài sinh sản nhiều nhất trong vịnh, nhưng đây không phải là loài duy nhất ghé thăm vùng bờ biển này. Cá voi có thể xuất hiện tại các vách đá dọc bờ biển từ đầu tháng 6 và thường khởi hành vào đầu tháng 12. Chúng từng bị săn bắt ở thị trấn Betty's Bay gần đó, nhưng hiện đã được bảo vệ để đảm bảo tồn vong của loài. Bảo tàng Old Harbour có một số triển lãm diễn tả về ngành công nghiệp săn bắt cá voi và Bảo tàng ảnh De Wetshuis có triển lãm các bức ảnh của TD Ravenscroft mô tả lịch sử của Hermanus. Bảo tàng Cá voi lưu giữ bộ xương của một con cá voi và trình chiếu âm thanh-hình ảnh về cá voi và cá heo hai lần mỗi ngày.